# Dazbogosoma
Dazbogosoma – rodzaj dwuparców z rzędu Chordeumatida i rodziny Anthroleucosomatidae. Obejmuje dwa opisane gatunki.

## Taksonomia
Do rodzaju należą dwa opisane gatunki:
- Dazbogosoma mokoshae Šević & Antić, 2022
- Dazbogosoma naissi ŠMakarov & Ćurčić, 2012

Rodzaj i gatunek typowy opisane zostały po raz pierwszy w 2012 roku przez Slobodana Makarova i Božidara P.M. Ćurčicia na łamach „Archives of Biological Sciences”. Nazwa rodzajowa pochodzi od Dadźboga. Drugi gatunek opisany został w 2022 roku przez Mirko Ševicia i Dragana Ž. Anticia.

## Morfologia
Krocionogi o ciele długości od 10,8 do 14,3 mm i wysokości od 0,7 do 1 mm, zbudowanym z 30 segmentów z telsonem włącznie, wskutek braku pigmentacji ubarwionym biało lub żółtawobiało. Głowa ma powierzchnię czołową wypukłą u samic, a wklęśniętą u samców. Na polu ocznym występuje od pięciu do ośmiu omatidiów rozmieszczonych w dwóch lub trzech szeregach. Gnatochilarium cechuje się trójkątnym i pozbawionym szczecinek promentum, oraz trzema długimi i trzema krótkimi szczecinkami na każdej blaszce językowej. Węższy od głowy segment szyjny ma sześć szczecinek makroskopowych. U samca przednia para gonopodów cechuje się rozdwojonym wyrostkiem środkowym synkolpokoksytu oraz skierowanymi bocznie i nieco dogłowowo odgiętymi wyrostkami bocznymi synkolpokoksytu, tylna para zaś zwężającymi się ku szczytom i delikatnie zakrzywionymi angiokoksytami.

## Ekologia i występowanie
Rodzaj palearktyczny. Oba gatunki są troglobiontycznymi endemitami wschodniej Serbii. D. mokoshae znany jest tylko z jaskini Ozrenska w górze Ozren, a D. naissi tylko z jaskini Cerjanska Propast w górze Kalafat.